# Fasti
Del latín fasti, -orum (genitivo plural), los fastos son calendarios romanos, por lo común grabados en piedra. En tiempos de Cayo Mario y Sila se llamó fasti a unas listas con el nombre de los cónsules, además de unas listas relativas a fiestas.
El calendario romano se dividía en dies fasti (los días aptos para que el pretor administrara justicia) y dies nefasti (aquellos en que se prohibía celebrar actos judiciales y que se dedicaban a divinidades superiores o infernales). Después de su elaboración cada año, se daba a conocer al pueblo romano pegándolo en los muros de diversos edificios como la Regia (sede del Colegio de pontífices) o en los Rostra del Foro Romano. De esta manera informaban al pueblo sobre los días disponibles para negocios, reuniones electorales, fiestas, mal agüero y fiestas móviles.
Los días del mes se calculaban a partir de tres referencias: calendas, nonas e idus y siempre dando marcha atrás a partir de estas fechas: "3 días antes de los idus de abril", "4 días antes de las nonas de mayo", etc.

## Fasti consulares
Los fasti consulares eran listas de hechos históricos relevantes, apuntados anualmente por los cónsules durante su gobierno. En estas listas se apuntaban todos los hechos y los acaecimientos considerados importantes para la historia de Roma y del imperio durante el año consular, incluyendo la elección de nuevos magistrados. Los cónsules estaban obligados a mantener estas escrituras y a presentarlas año con año al senado. 

## Fasti triumphales
Se trataba de listas anuales de triunfos obtenidos por los magistrados. Fueron publicados en el año 12 a. C. Contenían la lista de los generales victoriosos desde la fundación de Roma hasta el principado de Augusto. Se conservan en una amplia inscripción en los Museos capitolinos de Roma.